# 裴文中
裴文中（1904年1月19日—1982年9月18日），男，直隶丰南人，中國現代考古學家、古生物學家。是中国旧石器考古学和第四纪哺乳动物学的奠基人，中国古人类学创始人之一，北京人的发现者，輔仁大學教授，中国科学院院士，九三学社社员。

## 生平
1904年出生在直隶丰南（今河北唐山市丰南区）。
1921年，考入北京大学预科。1923年，转入北京大学本科地质系。
1927年，北京大学地质系毕业后，到北京地质调查所工作。
1928年，被派往周口店，参加了古生物化石的发掘工作，并能够独立地担当全面的发掘工作。
1929年，裴文中主持并参与北京周口店的发掘和研究工作，在周口店发现中国猿人第一个头盖骨，该发现对研究世界古人类学有极重要价值。
1931年，裴文中又确认旧石器和用火痕迹的存在，为周口店古人类遗址提供了考古学重要依据。
1935年，到法国巴黎大学进修史前考古学，师从步日耶（Henri Breuil）教授。
1937年，获得巴黎大学自然科学博士学位，并成为法国地质学会会员。回国后任实业部地质调查所技正，兼周口店办事处主任、新生代研究室主任，并在北京大学、燕京大学和北京师范大学讲授史前考古学。
1946年，加入九三学社。
1950年-1953年，任中华人民共和国文化部社会文化事业管理局博物馆处处长。1952年成为北京大学历史系考古专业兼任教授。
1954年，任中国科学院古脊椎动物研究室研究员。1954年成为中国史学会第一届理事。
1955年，当选为中国科学院生物地学部首批学部委员。
1957年，获得英国皇家人类学会名誉会员称号。
1963年，任中国科学院古脊椎动物与古人类研究所古人类研究室主任。
1979年，任北京自然博物馆馆长。同年，当选为联合国教科文组织所属史前学和原史学协会名誉常务理事。
1982年9月18日，在北京病逝。

## 著作
他的作品包括：
- 《中国原人史要》（1933，合著）
- 《周口店洞穴采掘记》（1934）
- 《周口店山顶洞之文化》（1939）
- 《中国史前时期之研究》（1948）
- 《资阳人》（1957，合著）
- 《山西襄汾县丁村旧石器时代遗址发掘报告》（1958，合著）
- 《柳城巨猿洞的发掘和广西其它山洞的探查》（1965）